# 寺崎乙治郎
寺崎 乙治郎（てらさき おとじろう、1872年4月8日〈旧暦明治5年3月1日〉 - 1937年〈昭和12年〉1月22日）は、日本のジャーナリスト、政治家。雅号は斗南（となん）。
合資会社静岡新報社での勤務を経て、株式合資会社静岡新報社主筆、静岡市会議員、静岡県会議員、静岡県会議長（第24代）などを歴任した。

## 概要
静岡県出身のジャーナリストである。静岡新報社で主筆を務めるなど、地域の論壇で重きをなしていた。その傍らで、静岡市会議員や静岡県会議員など政治家としても活動した。

## 来歴

### 生い立ち
1872年（旧暦明治5年3月1日）、浜松県城東郡、のちの静岡県小笠郡佐束村に該当する地域で生まれた。

### ジャーナリストとして
1901年（明治34年）2月1日に静岡新報社に入社した。なお、静岡新報社は1900年（明治33年）に合資会社となっており、1927年（昭和2年）9月には株式合資会社に改組されている。城東郡出身で、のちに社長に就任した松浦五兵衛から引き立てられた。以来一貫して『静岡新報』で健筆をふるい、のちに主筆にも就任した。また、静岡新報社の理事も兼務していた。当時の静岡新報社は、お伊勢参りの団体旅行を事業化したり、新たに『こども新聞』を創刊したりと、積極的な事業展開をみせていた。
『静岡新報』は立憲政友会に近いとみられており、立憲民政党に近い『民友新報』との間で熾烈な部数競争が展開された。そんな中で着実に静岡新報社の基盤を固め、発展の礎を築いた。永代靜雄の編纂した『昭和新聞名家錄』において『静岡新報』は「東海論壇の權威」と評されており、その一半は寺崎の「功勞に歸すべきであらう」とされている。1932年（昭和7年）に静岡新報社の主筆を退任した。

### 政治家として
静岡市においては名誉職参事会員に任じられ、市長や助役らと参事会を構成して行政に参画した。静岡市会議員選挙においては当選を果たしている。立憲政友会の静岡支部においては幹事や顧問を歴任するなど、幹部として要職を占めていた。しかし、天野克己、野中兼、松浦金作、石上庄太郎、服部勇吉、鈴木信雄、といったメンバーを率いて静岡新政団を発足させると、その団長に就任し、松本君平や水谷団次ら党内の主流派に対抗するなど、立憲政友会静岡市支部においては非主流派として独自の道を歩んだ。
さらには1919年（大正8年）の静岡県会議員選挙にて静岡市選挙区から出馬し、当選を果たした。しかし、1923年（大正12年）の静岡県会議員選挙では安倍郡選挙区から立候補し、再選を果たした。当時の静岡市は立憲政友会への支持率が低い地域として知られていたことから、静岡市選挙区からの立候補を忌避し、敢えて安倍郡選挙区から出馬したとされる。1927年（昭和2年）の静岡県会議員選挙においても安倍郡選挙区で三選を果たした。静岡県会においては、森和一の後任として、1929年（昭和4年）11月に第24代議長に就任している。議長在任中に昭和天皇の巡幸があったことから供奉の栄に浴した。なお、寺崎の退任後は、翌年11月に六代目鈴木與平が第25代議長となっている。その後、静岡県安倍郡の中でも金城湯地としていた豊田村や大里村が静岡市に編入されることになった。その結果、選挙区割が変更され、1931年（昭和6年）の静岡県会選挙では旧来の安倍郡選挙区から立候補することができなくなった。これを機に政界引退を表明した。静岡県会議員の村本喜代作によれば、静岡市選挙区で出馬しても当選の見込みはないと寺崎が判断したとされる。その後は盟友である鈴木信雄を後継候補に推し、自身は鈴木の推薦人となって選挙運動に臨んでいる。その結果、鈴木は当選したものの、同選挙区の当選者は鈴木以外は全て立憲民政党が占め、立憲政友会の基盤の弱さがあらためて浮き彫りとなった。
なお、国政にも複数回挑戦している。1924年（大正13年）に立憲政友会が分裂して政友本党が結成されると、同年の第15回衆議院議員総選挙にて政友本党から静岡県第6区に出馬した。しかし、憲政会の鈴木富士彌に敗れている。静岡県関連では寺崎以外にも中村四郎兵衛、宮崎友太郎、松浦五兵衛、波多野承五郎、倉元要一、岸衛、といったメンバーが政友本党に参画しており、それぞれ県内の他の選挙区から出馬したが、当選したのは中村、宮崎、松浦、倉元のみとなった。全国的に見ても政友本党は議席を減らしており、下野することになる。1928年（昭和3年）の第16回衆議院議員総選挙では立憲政友会から静岡県第1区に出馬したが落選している。衆議院議員選挙に当選すれば静岡県会議員は退くことになるが、衆議院議員選挙に落選したため静岡県会議員としてはそのまま続投している。第18回衆議院議員総選挙においては、立憲政友会の静岡市支部の主流派が松本君平を公認候補として推そうとしたところ、これに反発した静岡新政団のメンバーが「三十年間政界にあって活動し、地方的に功労少なからざるものがあり、氏の晩年を飾るべくどうしても衆議院に送らねばならぬ」と主張して寺崎擁立を画策した。ただ、このとき寺崎は病気療養中であったため辞退している。
晩年は目を患い視力を失った。1937年（昭和12年）1月22日午前8時45分に死去した。

## 政策

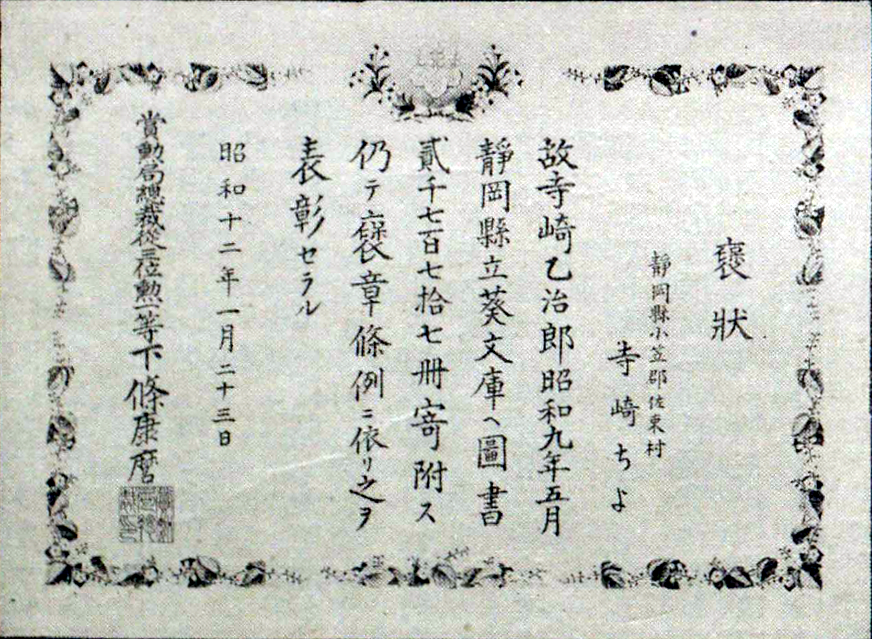
遺族追賞による褒状

図書館の充実
言論人であったことから書籍の重要性に着目し、静岡県における図書館の充実を推進していた。静岡文化協会が創設されると特別会員となり、図書館事業の推進に力を注いだ。静岡県が設置する初の図書館である静岡県立葵文庫の創設にも尽力している、1934年（昭和9年）5月には蔵書2777冊を静岡県立葵文庫に寄贈した。この書籍群は「斗南文庫」として保管されることになった。これらの功績により、亡くなった際には静岡県立葵文庫より花輪が霊前に供えられ、弔辞が披露された。没後、賞勲局の調査によりその功績が評価され、1937年（昭和12年）1月23日付で褒状が寺崎家の遺族に伝達されている。

## 人物
外見
永代靜雄の編纂した『昭和新聞名家錄』によれば「百戰練磨の古武士の威容」を誇ると評されている。
筆名
雅号として「斗南」を用いており、その名義で執筆した文章も多い。また、本名と雅号を併記して寄稿した文章もある。
趣味嗜好
多忙であっても読書を欠かさなかったという。
交友
床次竹二郎の著した『政党の現在と将来――政党改造の重大時期』においては、その発行者となっている。

## 略歴
- 1872年 - 浜松県城東郡にて誕生[1]。
- 1901年 - 静岡新報社入社[3][4]。
- 1919年 - 静岡県会議員選挙当選[10]。
- 1923年 - 静岡県会議員選挙当選[11]。
- 1924年 - 第15回衆議院議員総選挙落選[14]。
- 1927年 - 静岡県会議員選挙当選[11]。
- 1928年 - 第16回衆議院議員総選挙落選[16]。
- 1929年 - 静岡県会議長[12]。
- 1937年 - 死去[2]。

## 栄典
- 1937年 - 褒状[2]。

## 著作

### 単著
- 寺崎乙治郎著『筆舌三十年――斗南文集』斗南文集刊行会、1933年。全国書誌番号:44010789
- 寺崎斗南著『筆舌三十年――斗南文集』2版、斗南文集刊行会、1933年。全国書誌番号:44047037

### 共著
- 寺崎乙治郎ほか著『小學教育懸賞論文集』金港堂書籍、1902年。NCID BA67588536

### 寄稿、分担執筆、発行、等
- 『大正畫鑑』1918年。全国書誌番号:42009655
- 床次竹二郎著『政党の現在と将来――政党改造の重大時期』寺崎乙治郎、1926年。全国書誌番号:42016190

### 註釈
1. ↑  『葵文庫ト其事業』の「斗南寺崎乙治郎氏を悼む」は1頁目に掲載されているが、頁番号は未記載[2]。
2. ↑  永代靜雄の『日本新聞社史集成』には「小笠郡佐來村に生れた」[1]と記載されているが、そのような村は静岡県小笠郡には存在せず、「佐束村」の誤字とみられる。ただし、佐束村の村域は、1872年時点ではまだ浜松県城東郡高瀬村・小貫村・中方村の3村に分かれている。『葵文庫ト其事業』の「斗南寺崎乙治郎氏を悼む」には「本縣小笠郡佐束村出身」[2]と記載されている。
3. ↑  静岡市会は、1947年に静岡市議会に改組された。
4. ↑  橋本誠一の「弁護士鈴木信雄と近代地域社会（4・完）」には「寺崎乙次郎」[9]との表記が散見されるが、「静岡新報社主筆」[9]の「県議」[9]と書かれているため、「寺崎乙治郎」の誤字とみられる。
5. ↑  静岡県会は、1947年に静岡県議会に改組された。
6. ↑  静岡県立葵文庫は、1956年に静岡県立中央図書館葵文庫に改組されている。
7. ↑  賞勲局は、1949年に総理府賞勲局に改組された。
8. ↑  永代靜雄の『昭和新聞名家錄』の「百戰練磨」[4]との表記は原文ママ。

## 関連人物
- 鈴木信雄
- 床次竹二郎
- 松浦五兵衛
- 松本君平